# Очень странные дела
«О́чень стра́нные дела́» (англ. Stranger Things) — американский научно-фантастический драматический сериал с элементами ужасов, созданный братьями Даффер для стриминг-сервиса Netflix. Дафферы выступают шоураннерами, а также исполнительными продюсерами сериала вместе с Шоном Леви и Дэном Коэном. Премьера восьми эпизодов первого сезона состоялась на Netflix 15 июля 2016 года. Второй сезон вышел в октябре 2017 года, третий — в июле 2019 года, четвёртый был разбит на две части, выпущенные соответственно в мае и июле 2022 года. В феврале 2022 года сериал был продлён на пятый, финальный сезон, который выйдет 26 ноября 2025 года.
Действие сериала разворачивается в 1980-х годах в вымышленном городке Хоукинс, штат Индиана; жители Хоукинса — дети, подростки и взрослые — сталкиваются с влиянием чуждого и опасного параллельного измерения — «Изнанки» (англ. Upside Down). На протяжении всех сезонов исполнителями главных ролей являются Вайнона Райдер, Дэвид Харбор, Милли Бобби Браун, Финн Вулфхард, Гейтен Матараццо, Калеб Маклафлин, Ноа Шнапп, Сэди Синк, Наталия Дайер, Чарли Хитон, Джо Кири, Майя Хоук, Бретт Гельман, Приа Фергюсон, а также Кара Буоно, Мэттью Модайн, Дейкр Монтгомери, Шон Астин, Пол Райзер, Джозеф Куинн, Эдуардо Франко и Джейми Кэмпбелл Бауэр.
Братья Даффер разрабатывали «Очень странные дела» как детективную драму с элементами сверхъестественных ужасов и научной фантастики. Определяя 1980-е годы как время действия сериала, братья Даффер наполнили его отсылками к поп-культуре того десятилетия, некоторые сюжетные темы и режиссёрские приёмы были вдохновлены работами Стивена Спилберга, Джона Карпентера, Дэвида Линча, Стивена Кинга и Г. Ф. Лавкрафта, а также популярными аниме и видеоиграми. Дафферы также черпали вдохновение из необычных экспериментов, проводившихся во время Холодной войны, и реальных теорий заговора, связанных с секретными правительственными экспериментами. «Очень странные дела» привлекли рекордную аудиторию зрителей на Netflix и сформировали сообщества поклонников по всему миру. Сериал получил всеобщее признание критиков, которые отметили атмосферу сеттинга, актёрскую игру, режиссуру, сюжет, музыкальное сопровождение и отсылки к жанровым фильмам 1980-х годов (такие как «Охотники за привидениями», «Инопланетянин» и т. д.).
Критики назвали «Очень странные дела» одним из флагманских сериалов Netflix, который получил преданную фанатскую базу и запустил карьеры многих молодых актёров. Проект получил множество наград и номинаций, включая номинации на «Золотой глобус», BAFTA, премию гильдии режиссёров Америки, премию гильдии сценаристов США и «Грэмми», а также победы на церемониях прайм-таймовой премии «Эмми», премии гильдии киноактёров США за лучший актёрский состав в драматическом сериале, Американского института киноскусства, Critics' Choice Television Awards и People’s Choice Awards.

## Сюжет
Действие «Очень странных дел» разворачивается в вымышленном городке Хоукинс, штат Индиана, в 1980-х годах. Расположенная неподалёку Национальная лаборатория Хоукинса якобы проводит научные исследования для Министерства энергетики США, но на самом деле тайно занимается экспериментами в области паранормальных и сверхъестественных явлений, в том числе с участием людей. Во время одного из своих экспериментов сотрудники лаборатории случайно открывают портал в альтернативное измерение, «Изнанку». Влияние «Изнанки» начинает пагубно сказываться на ничего не подозревающих жителях Хоукинса.
Первый сезон
Действие первого сезона разворачивается в ноябре 1983 года, когда 12-летнего Уилла Байерса похищает существо из «Изнанки». Его мать Джойс и шеф городской полиции Джим Хоппер ищут Уилла. В это же время девочка со способностями к телекинезу, которой в лаборатории дали имя «Одиннадцать», сбегает оттуда. Её находят друзья Уилла (Майк, Дастин и Лукас). Вскоре ребята обнаруживают её сверхспособности, и Одиннадцать пытается помочь детям в их поисках Уилла, в то же время скрываясь от разыскивающих её сотрудников лаборатории. Помимо Уилла, пропала и ещё одна школьница, Барбара Холланд, лучшая подруга старшей сестры Майка, Нэнси Уиллер. Впоследствии оказывается, что с исчезновением Уилла связано влияние «Изнанки» и конкретного человекоподобного монстра — которого ребята называют Демогоргоном (англ. Demogorgon, по аналогии с названием существа из Dungeons & Dragons). На фоне основной сюжетной линии, развивающейся вокруг пропавшего Уилла, «Изнанки» и Одиннадцати, дети — Майк, Дастин и Лукас, известные своей любовью к «Звёздным Войнам», настольной игре Dungeons & Dragons и собственной детской радио-будке, — ходят в школу, где подвергаются буллингу, как и многие «гики» в 80-е. Отличница Нэнси Уиллер влюбляется в звезду школы, капитана команды по плаванию, Стива Харрингтона, а старший брат Уилла, Джонатан Байерс, пытается справиться с тем, что потерял брата, при том, что его мать теряет рассудок в попытках связаться с Уиллом. В конце сезона все герои сериала объединяются и уже единым фронтом противостоят всем, кто подвергает опасности их друзей и родной город.
Второй сезон
Действие второго сезона разворачивается год спустя, в октябре 1984 года. Джим Хоппер прячет Одиннадцать в лесу в старом доме своего деда. После спасения Уилла мучают постоянные видения «Изнанки», поскольку он стал мишенью огромного существа с щупальцами, Истязателя Разума (англ. Mind Flayer), который вскоре начинает терроризировать жителей Хоукинса. Джойс и Хоппер объединяются с Нэнси (сестрой Майка), Джонатаном (братом Уилла) и Стивом (парнем Нэнси). В Хоукинс вместе со своим сводным старшим братом Билли переезжает девочка-подросток из Калифорнии, Макс, которая присоединяется к команде Майка, Лукаса и Дастина. Для того, чтобы остановить новую большую угрозу «Изнанки» им всем необходимо объединить свои усилия.
Третий сезон
Действие третьего сезона разворачивается несколько месяцев спустя, в начале июля 1985 года перед празднованием Дня независимости. Новый торговый центр «Старкорт» стал центром притяжения жителей Хоукинса, из-за чего большинство других магазинов прекратили свою деятельность. Хоппер всё более обеспокоен развивающимися отношениями Одиннадцати и Майка, одновременно пытаясь заботиться о Джойс. Дастин, вернувшийся из летнего научного лагеря, случайно перехватывает радиосигнал на русском языке, предназначавшийся для секретной советской лаборатории под «Старкортом». Он вместе со своим другом Стивом Харрингтоном и Робин Бакли, с которой Стив вместе работает продавцом мороженого в торговом центре, пытается разгадать перехваченное секретное сообщение. Позже они объединяются с младшей сестрой Лукаса Синклера, Эрикой, и оказываются в подземной лаборатории советских учёных. Они стремятся вновь открыть врата в «Изнанку», что позволяет существам оттуда вселяться в жителей Хоукинса и сеять ужас, с которым главным героям приходится иметь дело.
Четвёртый сезон
Действие четвёртого сезона разворачивается несколько месяцев спустя, в марте 1986 года. Джойс, Уилл, Одиннадцать и Джонатан переезжают в Ленору, штат Калифорния, чтобы попытаться начать жизнь с чистого листа. Оди пытается справиться с потерей своих способностей и подвергается издевательствам в школе. Тем временем новый монстр «Изнанки» по имени Векна (англ. Vecna) начинает охоту на жителей Хоукинса, овладевая их разумами и убивая их. Чтобы помочь Оди сразиться с новым монстром, доктор Сэм Оуэнс и доктор Мартин Бреннер отвозят её на подземную базу, чтобы помочь девочке восстановить свои суперсилы. Тем временем Джойс и Мюррей летят в Россию, чтобы спасти Хоппера из тюрьмы на Камчатке, где также находится несколько демогоргонов. Пока Нэнси, Стив, Робин, Макс и Дастин пытаются распутать преступления Векны в Хоукинсе, Майк, Уилл, Джонатан и его новый друг Аргайл, работающий доставщиком пиццы, пытаются отыскать Одиннадцать, которую на их глазах увезла полиция.

## Актёрский состав
- Вайнона Райдер — Джойс Байерс[22]; мать Уилла и Джонатана Байерсов.
- Дэвид Харбор — шериф Джим Хоппер[22]; начальник отдела полиции Хоукинса.
- Финн Вулфхард — Майк Уилер[23]; средний ребёнок Карен и Теда Уилеров, брат Нэнси и Холли и один из трёх лучших друзей Уилла Байерса.
- Милли Бобби Браун — Одиннадцать / Джейн Хоппер[23]; девочка-подросток, обладающая телепатическими и психокинетическими способностями. Приёмная дочь Джима Хоппера, которая воспитывалась доктором Бреннером в лаборатории Хоукинса.
- Гейтен Матараццо — Дастин Хендерсон[23]; один из друзей Уилла Байерса. Болеет ключично-черепной дисплазией, из-за чего шепелявит.
- Калеб Маклафлин — Лукас Синклер[23]; один из друзей Уилла Байерса. Поначалу опасается Одиннадцать, но позже становится её другом.
- Наталия Дайер — Нэнси Уилер[23]; дочь Карен и Теда и старшая сестра Майка и Холли. Начинающая журналистка.
- Чарли Хитон — Джонатан Байерс[23]; старший брат Уилла Байерса и сын Джойс Байерс. Фотограф.
- Кара Буоно — Карен Уилер[24]; мать Нэнси, Майка и их младшей сестры Холли.
- Мэттью Модайн — доктор Мартин Бреннер / «Папа»[25][26]; учёный. Руководил Лабораторией Хоукинса, где проводили секретные эксперименты.
- Ноа Шнапп — Уилл Байерс[23]; младший брат Джонатана Байерса и сын Джойс Байерс. С его исчезновения в «Изнанке» начинается история первого сезона[27][28].
- Сэди Синк — Максин «Макс» Мэйфилд; младшая сводная сестра Билли и одноклассница Майка, Дастина, Уилла и Лукаса. Подруга Одиннадцать. Скейтбордистка[28].
- Джо Кири — Стив Харрингтон; популярный старшеклассник. Испытывает романтические чувства к Нэнси Уилер[29][28].
- Дейкр Монтгомери — Билли Харгроув; старший сводный брат Макс, в которого вселился Истязатель Разума в 3 сезоне[28].
- Шон Астин — Боб Ньюби; бывший одноклассник Джойс и Джима, молодой человек Джойс во 2 сезоне, разбирается в компьютерах и технологиях[30][31].
- Пол Райзер — доктор Сэм Оуэнс; Учёный, новый руководитель Лаборатории Хоукинса, где проводили секретные эксперименты. Ответственный за восстановление способностей Одиннадцать в 4 сезоне[30].
- Майя Хоук — Робин Бакли; подруга Стива, продаёт вместе с ним мороженое в торговом центре в Хоукинсе[32].
- Приа Фергюсон — Эрика Синклер; сестра Лукаса, которая с 3 сезона активно помогает главным героям справиться с угрозой[32].
- Бретт Гельман — Мюррей Бауман; бывший журналист и конспиролог. Помог Нэнси и Джонатону опубликовать правду о лаборатории, в которую поверят обычные люди. Помог Хопперу и Джойс, когда они поймали русского учёного, он все ему переводил. В 4 сезоне вместе с Джойс полетел на Аляску спасать Джима Хоппера.
- Джозеф Куинн — Эдди Мансон; лидер «Клуба Адского Пламени», которого обвиняют в смерти Крисси Каннингем, чирлидерши из старшей школы Хоукинса, которая стала первой жертвой Векны.
- Эдуардо Франко — Аргайл; друг Джонатана Байерса из Калифорнии. Работает доставщиком пиццы.
- Джейми Кэмпбелл Бауэр — Генри Крил / Один / Векна; сын Виктора Крила, который родился с телепатическими способностями. Главный антагонист сериала[33].

## Обзор сезонов
| Сезон | Серии | Серии | Даты показа     | Даты показа     |
| ----- | ----- | ----- | --------------- | --------------- |
| 1     | 8     | 8     | 15 июля 2016    | 15 июля 2016    |
| 2     | 9     | 9     | 27 октября 2017 | 27 октября 2017 |
| 3     | 8     | 8     | 4 июля 2019     | 4 июля 2019     |
| 4     | 9     | 7     | 27 мая 2022     | 27 мая 2022     |
| 4     | 9     | 2     | 1 июля 2022     | 1 июля 2022     |
| 5     | 8     | 4     | 26 ноября 2025  | 26 ноября 2025  |
| 5     | 8     | 3     | 25 декабря 2025 | 25 декабря 2025 |
| 5     | 8     | 1     | 31 декабря 2025 | 31 декабря 2025 |

## Эпизоды

### Сезон 1 (2016)
| № общий | № в сезоне | Название                                                                              | Режиссёр      | Автор сценария                                | Дата премьеры |
| ------- | ---------- | ------------------------------------------------------------------------------------- | ------------- | --------------------------------------------- | ------------- |
| 1       | 1          | «Глава первая: Исчезновение Уилла Байерса» «Chapter One: The Vanishing of Will Byers» | Братья Даффер | Братья Даффер                                 | 15 июля 2016  |
| 2       | 2          | «Глава вторая: Чудак с Кленовой улицы» «Chapter Two: The Weirdo on Maple Street»      | Братья Даффер | Братья Даффер                                 | 15 июля 2016  |
| 3       | 3          | «Глава третья: Здорово, Джолли» «Chapter Three: Holly, Jolly»                         | Шон Леви      | Джессика Маккленберг                          | 15 июля 2016  |
| 4       | 4          | «Глава четвёртая: Тело» «Chapter Four: The Body»                                      | Шон Леви      | Джастин Доубл                                 | 15 июля 2016  |
| 5       | 5          | «Глава пятая: Блоха и акробат» «Chapter Five: The Flea and the Acrobat»               | Братья Даффер | Элисон Татлок                                 | 15 июля 2016  |
| 6       | 6          | «Глава шестая: Монстр» «Chapter Six: The Monster»                                     | Братья Даффер | Джесси Никсон-Лопес                           | 15 июля 2016  |
| 7       | 7          | «Глава седьмая: Ванна» «Chapter Seven: The Bathtub»                                   | Братья Даффер | Джастин Доубл                                 | 15 июля 2016  |
| 8       | 8          | «Глава восьмая: Изнанка» «Chapter Eight: The Upside Down»                             | Братья Даффер | Сюжет: Пол Дихтер Телесценарий: Братья Даффер | 15 июля 2016  |

### Сезон 2 (2017)
| № общий | № в сезоне | Название                                                                         | Режиссёр      | Автор сценария      | Дата премьеры   |
| ------- | ---------- | -------------------------------------------------------------------------------- | ------------- | ------------------- | --------------- |
| 9       | 1          | «Глава первая: БЕЗУМНАЯ МАКС» «Chapter One: MADMAX»                              | Братья Даффер | Братья Даффер       | 27 октября 2017 |
| 10      | 2          | «Глава вторая: Сладость или гадость, урод?» «Chapter Two: Trick or Treat, Freak» | Братья Даффер | Братья Даффер       | 27 октября 2017 |
| 11      | 3          | «Глава третья: Головастик» «Chapter Three: Pollywog»                             | Шон Леви      | Джастин Доубл       | 27 октября 2017 |
| 12      | 4          | «Глава четвёртая: Уилл Премудрый» «Chapter Four: Will the Wise»                  | Шон Леви      | Братья Даффер       | 27 октября 2017 |
| 13      | 5          | «Глава пятая: Копатели» «Chapter Five: Dig Dug»                                  | Эндрю Стэнтон | Джесси Никсон-Лопес | 27 октября 2017 |
| 14      | 6          | «Глава шестая: Шпион» «Chapter Six: The Spy»                                     | Эндрю Стэнтон | Кейт Трефри         | 27 октября 2017 |
| 15      | 7          | «Глава седьмая: Пропавшая сестра» «Chapter Seven: The Lost Sister»               | Ребекка Томас | Джастин Доубл       | 27 октября 2017 |
| 16      | 8          | «Глава восьмая: Истязатель разума» «Chapter Eight: The Mind Flayer»              | Братья Даффер | Братья Даффер       | 27 октября 2017 |
| 17      | 9          | «Глава девятая: Врата» «Chapter Nine: The Gate»                                  | Братья Даффер | Братья Даффер       | 27 октября 2017 |

### Сезон 3 (2019)
| № общий | № в сезоне | Название                                                                                          | Режиссёр      | Автор сценария | Дата премьеры |
| ------- | ---------- | ------------------------------------------------------------------------------------------------- | ------------- | -------------- | ------------- |
| 18      | 1          | «Глава первая: Сьюзи, приём!» «Chapter One: Suzie, Do You Copy?»                                  | Братья Даффер | Братья Даффер  | 4 июля 2019   |
| 19      | 2          | «Глава вторая: Крысы в торговом центре» «Chapter Two: The Mall Rats»                              | Братья Даффер | Братья Даффер  | 4 июля 2019   |
| 20      | 3          | «Глава третья: Дело о пропавшей спасательнице» «Chapter Three: The Case of the Missing Lifeguard» | Шон Леви      | Уильям Бриджес | 4 июля 2019   |
| 21      | 4          | «Глава четвёртая: Сауна» «Chapter Four: The Sauna Test»                                           | Шон Леви      | Кейт Трефри    | 4 июля 2019   |
| 22      | 5          | «Глава пятая: Армия Истязателя» «Chapter Five: The Flayed»                                        | Ута Бризевиц  | Пол Дихтер     | 4 июля 2019   |
| 23      | 6          | «Глава шестая: Из многих — в единое» «Chapter Six: E Pluribus Unum»                               | Ута Бризевиц  | Кёртис Гуинн   | 4 июля 2019   |
| 24      | 7          | «Глава седьмая: Укус» «Chapter Seven: The Bite»                                                   | Братья Даффер | Братья Даффер  | 4 июля 2019   |
| 25      | 8          | «Глава восьмая: Битва в „Старкорте“» «Chapter Eight: The Battle of Starcourt»                     | Братья Даффер | Братья Даффер  | 4 июля 2019   |

### Сезон 4 (2022)
| Часть 1 |   | |               |                    |             |
| 26      | 1 | «Глава первая: Клуб Адского Пламени» «Chapter One: The Hellfire Club»                                  | Братья Даффер | Братья Даффер      | 27 мая 2022 |
| 27      | 2 | «Глава вторая: Проклятие Векны» «Chapter Two: Vecna's Curse»                                           | Братья Даффер | Братья Даффер      | 27 мая 2022 |
| 28      | 3 | «Глава третья: Монстр и супергерой» «Chapter Three: The Monster and the Superhero»                     | Шон Леви      | Кэйтлин Шнайдерхан | 27 мая 2022 |
| 29      | 4 | «Глава четвёртая: Дорогой Билли» «Chapter Four: Dear Billy»                                            | Шон Леви      | Пол Дихтер         | 27 мая 2022 |
| 30      | 5 | «Глава пятая: Проект „Нина”» «Chapter Five: The Nina Project»                                          | Нимрод Антал  | Кейт Трефри        | 27 мая 2022 |
| 31      | 6 | «Глава шестая: Погружение» «Chapter Six: The Dive»                                                     | Нимрод Антал  | Кёртис Гуинн       | 27 мая 2022 |
| 32      | 7 | «Глава седьмая: Массовое убийство в лаборатории Хоукинса» «Chapter Seven: The Massacre at Hawkins Lab» | Братья Даффер | Братья Даффер      | 27 мая 2022 |
| Часть 2 |   | |               |                    |             |
| 33      | 8 | «Глава восьмая: Папа» «Chapter Eight: Papa»                                                            | Братья Даффер | Братья Даффер      | 1 июля 2022 |
| 34      | 9 | «Глава девятая: Проникновение» «Chapter Nine: The Piggyback»                                           | Братья Даффер | Братья Даффер      | 1 июля 2022 |

### Сезон 5 (2025)
| Часть 1 |   |                                                                       |                |               |                 |
| 35      | 1 | «Глава первая: Ползание» «Chapter One: The Crawl»                     | Братья Даффер  | Братья Даффер | 26 ноября 2025  |
| 36      | 2 | «Глава вторая: Исчезновение...» «Chapter Two: The vanishing of...»    | TBA            | TBA           | 26 ноября 2025  |
| 37      | 3 | «Глава третья: Ловушка для Тернбоу» «Chapter Three: The Turnbow Trap» | Фрэнк Дарабонт | TBA           | 26 ноября 2025  |
| 38      | 4 | «Глава четвёртая: Колдун» «Chapter Four: Sorcerer»                    | Братья Даффер  | TBA           | 26 ноября 2025  |
| Часть 2 |   |                                                                       |                |               |                 |
| 39      | 5 | «Глава пятая: Шок-Джок» «Chapter Five: Shock Jock»                    | Фрэнк Дарабонт | TBA           | 25 декабря 2025 |
| 40      | 6 | «Глава шестая: Побег из Камазоца» «Chapter Six: Escape from Camazotz» | TBA            | TBA           | 25 декабря 2025 |
| 41      | 7 | «Глава седьмая: Мост» «Chapter Seven: The Bridge»                     | TBA            | TBA           | 25 декабря 2025 |
| Часть 3 |   |                                                                       |                |               |                 |
| 42      | 8 | «Глава восьмая: Правильная сторона» «Chapter Eight: The Rightside Up» | Братья Даффер  | TBA           | 31 декабря 2025 |

1. ↑  Полное название второй серии не было объявлено вместе с названиями других эпизодов. Было сказано только что название серии начинается с «Исчезновение…»[34].

## Производство

### Разработка
Создателями сериала являются Мэтт и Росс Дафферы, профессионально известные как братья Даффер, которые также выступают в качестве шоураннеров, главных сценаристов и режиссёров многих эпизодов. Они выступили сценаристами и продюсерами к фильму «Затаившись», в котором они симулировали стиль M. Найта Шьямалана. Однако из-за изменений в Warner Bros., его дистрибьюторе, фильм не получил широкого проката, и Дафферы не были уверены в своём будущем. К их удивлению, к ним пришёл телепродюсер Дональд Де Лин, впечатлённый сценарием фильма «Затаившись» и предложил им возможность поработать над эпизодами сериала «Сосны» с Шьямаланом. Шьямалан был наставником братьев во время производства эпизода, чтобы, когда они закончили работу, они почувствовали, что готовы снимать свой телесериал.
Дафферы подготовили сценарий, похожий на возможный пилотный эпизод сериала, а также 20-страничную питч-книгу, чтобы помочь продать сериал телеканалам. Они рассказали сюжеты примерно до 15 кабельных сетей, все из которых чувствовали, что сюжет с детьми в качестве главных героев не сработает, и попросили братьев либо сделать его детским сериалом, либо отказаться от детей и сосредоточиться на расследовании Хоппером паранормального.
В начале 2015 года Дэн Коэн, вице-президент компании 21 Laps Entertainment, принёс сценарий своему коллеге Шону Леви. Впоследствии они пригласили братьев Даффер в свой офис и приобрели права на сериал, предоставив братьям полное авторство. Прочитав сценарий к пилотному эпизоду, стриминговый сервис Netflix купил весь сезон за нераскрытую сумму, и в апреле того же года сериал был запланирован на 2016 год.
Братья Даффер заявили, что в то время, когда они выступали на Netflix, компания уже была признана за такие сериалы, как «Карточный домик» и «Оранжевый — хит сезона», с хорошо известными продюсерами, и была готова начать давать шанс таким будущим продюсерам, как они. Братья начали кастинг и пригласили Леви и Коэна в качестве других исполнительных продюсеров, чтобы обсудить сюжетные линии, а Леви также был режиссёром сериала.
«Монток» — восьмичасовая научно-фантастическая эпопея ужасов. Действие происходит на Лонг-Айленде в 1980 году и вдохновлено классикой о сверхъестественном той эпохи, мы исследуем перекрёсток, где обычное встречается с необычным… эмоциональным, кинематографическим и коренным в характере, «Монток» — любовное письмо к золотому веку Стивена Спилберга и Стивена Кинга — брак человеческой драмы и сверхъестественного страха.
Сериал изначально был известен как «Монтаук». В то время действие происходило была Монтоке, штат Нью-Йорк и близлежащем Лонг-Айленде. Монток участвовал в ряде реальных теорий заговора, связанных с секретными правительственными экспериментами. Братья выбрали Монток, так как у него были дальнейшие связи Спилберга с фильмом «Челюсти», где Монток использовался для вымышленной обстановки острова Амити. После того, как братья решили изменить повествование сериала, чтобы действие происходило в вымышленном городе Хоукинс, они почувствовали, что теперь могут сделать с городом что-то, например, поместить его на карантин, что они действительно не могли себе представить с реальным местоположением.
С изменением местоположения им пришлось придумать новое название для сериала под руководством Теда Сарандоса из Netflix, чтобы они могли начать продавать его публике. Братья начали с использования копии романа Стивена Кинга «Воспламеняющая взглядом» для рассмотрения шрифта и внешнего вида названия и придумали длинный список возможных альтернатив. Они выбрали «Очень странные дела», так как оно звучало похоже на другой роман Кинга, «Нужные вещи», хотя Мэтт отметил, что у них всё ещё было «много жарких споров» по поводу этого окончательного названия.
Чтобы придумать концепцию сериала, братья Даффер продемонстрировали изображения, кадры и музыку из классических фильмов 1970-х и 1980-х годов, таких как «Инопланетянин», «Близкие контакты третьей степени», «Полтергейст», «Восставший из ада», «Останься со мной», «Воспламеняющая взглядом», «Кошмар на улице Вязов» и «Челюсти», чтобы установить тон сериала..

### Сценарий
Идея «Очень странных дел» началась с того, что братья чувствовали, что они могут взять концепцию фильма «Пленницы», подробно описав моральную борьбу, через которую проходит отец, когда его дочь похищают, и расширить её на восемь или около того часов в сериальном телевизионном подходе. Сосредоточившись на аспекте сюжета о пропавшем ребёнке, они хотели представить идею «детской чувствительности», которую они могли бы предложить, и поиграли с идеей монстра, который мог бы поглощать людей. Братья думали, что сочетание этих вещей «было лучшим, что когда-либо было».
Чтобы ввести этого монстра в повествование, они рассмотрели «странные эксперименты, о которых мы читали, происходящие во время Холодной войны», такие как МК-Ультра, который дал возможность обосновать существование монстра в науке, а не в чём-то духовном. Это также помогло им принять решение об использовании 1983 года в качестве периода времени, так как это было за год до выхода фильма «Красный рассвет», который был посвящён паранойе Холодной войны. Впоследствии они смогли использовать все свои личные вдохновения 1980-х годов, десятилетия, в котором они родились, в качестве элементов сериала, создавая его в области научной фантастики и ужасов.
Другими влияниями, упомянутыми братьями Даффер, являются: романы Стивена Кинга; фильмы, снятые Стивеном Спилбергом, Джоном Карпентером, Дэвидом Линчем, Уэсом Крейвеном и Гильермо дель Торо; такие фильмы, как «Звёздные войны», «Чужой» и «Останься со мной»; японские аниме, такие как Акира и «Эльфийская песнь» и несколько компьютерных игр, включая Silent Hill, Dark Souls и The Last of Us. Братья Даффер считают, что они, возможно, непреднамеренно принесли влияние других работ, в том числе «По ту сторону чёрной радуги» и D.A.R.Y.L., обнаруженных путём просмотра отзывов фанатов о сериале. Несколько веб-сайтов и публикаций нашли в сериале другие отсылки на поп-культуру, в частности отсылки на поп-культуру 1980-х годов. Главный злодей последних сезонов был вдохновлён злодеями, которые напугали братьев, когда они смотрели фильмы и мини-сериалы в детстве: Фредди Крюгер, Пинхед и Пеннивайз.
Братья Даффер не ограничивались типичным 22-серийным форматом, выбирая восьмисерийный подход. Они были обеспокоены тем, что в 22-серийном сезоне на телевидении будет трудно «рассказать кинематографическую историю» с таким количеством эпизодов. Восемь эпизодов позволили им дать время характеристике в дополнение к развитию повествования; если бы у них было меньше свободного времени, им пришлось бы продолжать рассказывать фильм ужасов, как только монстр был представлен, и отказаться от характеристики. В рамках восьми эпизодов братья стремились сделать первый сезон «похожим на большой фильм» со всеми основными сюжетными линиями, завершёнными, чтобы «зрители чувствовали себя удовлетворёнными», но оставили достаточно нерешёнными, чтобы указать, что «есть большая мифология, и в конце много болтающихся нитей», то, что можно было бы исследовать в дальнейших сезонах, если бы Netflix решил создать больше.
Что касается создания персонажей-детей, братья Даффер считали себя изгоями других учеников, когда учились в средней школе, и, таким образом, им было легко создать Майка и его друзей, и особенно Барб. Джойс была создана по образу персонажа Ричарда Дрейфуса Роя Нири в фильме «Близкие контакты третьей степени», так как она кажется «абсолютно сумасшедшей» для всех остальных, когда пытается найти Уилла.

### Кастинг
В июне 2015 года было объявлено, что к сериалу присоединились Вайнона Райдер и Дэвид Харбор в роли Джойс и неназванного начальника полиции соответственно. Единственным условием Райдер к Дафферам о принятии роли было то, что если продолжение фильма «Битлджус» когда-нибудь выйдет, так как они с Тимом Бёртоном обсуждали его с 2000 года, они должны будут позволить ей сделать перерыв, чтобы снять его, с чем Дафферы согласились и в конечном итоге доказали, что это сработало, когда «Битлджус Битлджус» получил зелёный свет. Кастинг-директор братьев Кармен Куба предложила Райдер на роль Джойс, которая сразу же привлекла их из-за её преобладания в фильмах 1980-х годов. Леви считал, что Райдер может «разгромить эмоциональную срочность и всё же найти слои, нюансы и различные стороны [Джойс]». Райдер похвалил, что многочисленные сюжетные линии шоу требовали от неё действовать за Джойс, как будто «она сошла с ума, но на самом деле она что-то на чем-то», и что продюсеры верили, что она сможет сыграть сложную роль. Братья Даффер и раньше интересовались Харбором, который до «Очень странных дел» в основном играл злодеев, и они чувствовали, что он «слишком долго ждал этой возможности» сыграть главную роль, в то время как сам Харбор был в восторге от сценария и шанса сыграть «сломанного, несовершенного, антигероя».
Дополнительный кастинг последовал два месяца спустя, были выбраны Финн Вулфхард в роли Майка, Милли Бобби Браун в нераскрытой роли, Гейтен Матараццо в роли Дастина, Калеб Маклафлин в роли Лукаса, Наталия Дайер в роли Нэнси и Чарли Хитон в роли Джонатана. В сентябре 2015 года к актёрскому составу присоединилась Кара Буйно на роль Карен, а месяц спустя — Мэтью Модайн в роли Мартина Бреннера. Дополнительными актёрами являются Ноа Шнапп в роли Уилла, Шеннон Персер в роли Барбары «Барб» Холланд Joe Keery as Steve Harrington, и Росс Партридж в роли Лонни.
Актёры, прослушивающиеся на детские роли, читают фразы из фильма «Останься со мной». По оценкам братьев Даффер, они рассматривали на роли около тысячи различных детей-актёров. Они отметили, что Вулфхард уже был «киноманом» фильмов периода 1980-х годов и легко исполнил роль, в то время как они обнаружили, что прослушивание Матараццо было гораздо более подлинным, чем большинство других кассет для прослушивания, и выбрали его после одного просмотра его прослушивания.
Поскольку кастинг был начат сразу после того, как Netflix дал сериалу зелёный свет, и до того, как сценарии были полностью завершены, это позволило некоторым актёрам отразиться в сценарии. Кастинг молодых актёров на роль Уилла и его друзей был сделан сразу после завершения первого сценария, последующие сценарии включали аспекты этих актёров. Братья сказали, что Модайн внёс значительный вклад в характер доктора Бреннера, которого они на самом деле ранее не доработали, так как считали его самым трудным персонажем для, учитывая его ограниченное появление в повествовании.

### Съёмки
Братья хотели снять сериал в районе Лонг-Айленда, чтобы соответствовать первоначальной концепции Монток. Но, так как съёмки должны были состояться в ноябре 2015 года, было трудно снимать на Лонг-Айленде в холодную погоду, и производство начало поиск локаций в районе Атланты, штат Джорджия, и его окрестностях. Братья, выросшие в Северной Каролине, нашли много мест, которые напоминали им об их детстве в этом районе, и чувствовали, что этот район будет хорошо работать с сдвигом повествования в вымышленный город Хоукинс, штат Индиана.
Съёмки первого сезона начались в ноябре 2015 года и были тщательно проведены в Атланте, штат Джорджия, братья Даффер и Леви занимались режиссурой отдельных эпизодов. Джэксон послужил основой вымышленного города Хоукинс, штат Индиана. Другими местами съёмок были Институт психического здоровья Джорджии в качестве площадки Национальной лаборатории Хоккинса, Беллвуд Карьер и Средняя школа Патрика Генри в Стокбридже, для сцен средней и старшей школы.
Местами съёмок также были Отдел непрерывного образования Университета Эмори, бывшая мэрия в Дугласвилле, Джорджия, Международный конный парк Джорджии в Коньерсе, Джорджия, суд завещания в округе Батс, Джорджия, библиотека Олд Ист-Пойнт и первая баптистская церковь Ист-Пойнт в Ист-Пойнт, Джорджия, Фейетвилл, Джорджия, парк Стоун-Маунтин, Палметто, Джорджия и Уинстон, Джорджия. Работа по декорациям была выполнена в Screen Gem Studios в Атланте, сериал был снят с помощью камеры RED Dragon. Съёмки первого сезона завершились в начале 2016 года
После окончания съёмок третьего сезона продюсеры рассмотрели идею сохранения торгового центра Старкорт в качестве постоянной достопримечательности для фанатов, но в конечном итоге решили не делать этого.
Четвёртый сезон должен был состоять из восьми эпизодов, а первый эпизод назывался «Chapter One: The Hellfire Club». Съёмки сезона должны были начаться в январе 2020 года и продлиться до августа. С выходом тизера четвёртого сезона в феврале 2020 года Дафферы подтвердили, что производство началось. Некоторые съёмки четвёртого сезона проходили в Лукишской тюрьме и неподалёку в Вильнюсе, Литва. В марте 2020 года производство было остановлено из-за пандемии COVID-19. Производство возобновилось в сентябре 2020 года.
По словам Дэвида Харбора, съёмки пятого сезона должны были начаться в июне 2023 года. Братья Даффер заявили в Твиттере, что забастовка Гильдии сценаристов США отложила съёмки пятого и последнего сезона. Производство началось 8 января 2024 года и было завершено 20 декабря.

### Визуальные эффекты
Чтобы создать эффект старения, поверх кадров была добавлена зернистость, которая была снята путём сканирования в плёнке 1980-х годов. Братья Даффер хотели напугать зрителей, но не обязательно было делать сериал жестоким или кровавым, следуя тому, как фильмы 1980-х годов Amblin Entertainment привели к созданию рейтинга PG-13. Они сказали, что такие фильмы были «гораздо больше о настроении, атмосфере, напряжении и страхе, чем о пролитой крови», хотя они не боялись протолкнуть более страшные элементы, особенно ближе к концу первого сезона.
Братья хотели избежать любых компьютерных эффектов для монстра и других частей сериал и остаться с практическими эффектами, поэтому они создали аниматроника, чтобы сыграть роль Демогоргона. Тем не менее, шестимесячное время съёмок оставило у них мало времени, чтобы спланировать и протестировать практические эффекты для некоторых кадров. Они пошли с середины использования сконструированного реквизита, в том числе для монстра, когда могли, но для других сцен, например, когда монстр прорывается сквозь стену, они решили использовать цифровые эффекты. Постпроизводство первого сезона было завершено за неделю до его выхода на Netflix.
Вступительная заставка использует буквы в заголовке «Stranger Things» крупным планом с красным оттенком на чёрном фоне, когда они скользят на места в заголовке. Заставка была создана студией Imaginary Forces, ранее входившей в R/GA, во главе с креативным директором Мишель Доути. Леви познакомил студию с братьями Даффер, которые объяснили своё видение сериала, вдохновлённого 1980-ми годами, который помог студии исправить концепцию, которую хотели продюсеры. Позже, но перед съёмками, продюсеры прислали Imaginary Forces сценарий пилотного эпизода, фоновую музыку для заставки на синтезаторе, а также различные обложки книг от Кинга и других авторов, которые они использовали для создания названия и образов, и искали аналогичный подход к названиям сериала, в основном используя типографскую заставку.
Они черпали вдохновение из нескольких вступительных заставок работ 1980-х годов, которые ранее были разработаны Ричардом Гринбергом под руководством R/GA, таких как «Другие ипостаси» и «Мёртвая зона». Они также получили информацию от Дэна Перри, который работал над заглавными титрами нескольких фильмов 1980-х годов. Различные версит включали в себя исчезновение букв, чтобы отразить «отсутствующую» тему серии, и отбрасывание букв теней на другие, отсылая на тайны, прежде чем перейти в скользящие буквы. Студия начала работу над заставкой перед съёмками и взяла около месяца перерыва во время съёмок, чтобы позволить продюсерам погрузиться в сериал и вернуться с большим количеством вклада.
Первоначально они работали с различными шрифтами для названия и использовали крупные планы лучших функций этих шрифтов, но ближе к концу создатели хотели работать с ITC Benguiat, требуя от них переделать эти сцены. Окончательная заставка полностью сгенерирована компьютером, но они черпали вдохновение в тестировании некоторых практических эффектов, таких как использование масок Kodalith, как это было бы сделано в 1980-х годах, для разработки соответствующих фильтров для программного обеспечения для рендеринга. В отдельных титульных карточках эпизодов использовался подход «пролетать сквозь», аналогичный фильму «Буллит», который продюсеры предложили студии.

### Музыка
Оригинальный саундтрек, включая главную тему, написали Майкл Стейн и Кайл Диксон из электронной группы Survive. Он широко использует синтезаторы в дань уважения артистам 1980-х годов и кинокомпозиторам, включая Жан-Мишеля Жарра, Tangerine Dream, Вангелиса, Goblin, Джона Карпентера, Джорджо Мородера и Фабио Фрицци. По словам Стейна и Диксона, братья Даффер были поклонниками музыки Survive из фильма «Гость». После того, как сериал получил зелёный свет, братья Даффер связались с Survive примерно в июле 2015 года, чтобы спросить, занимаются ли они всё ещё музыкой; они предоставили продюсерской команде десятки песен из прошлого своей группы, чтобы привлечь их интерес, помогая им получить роль.
В дополнение к оригинальной музыке, в сериале представлена старинная музыка от таких артистов, как Joy Division, Toto, New Order, The Bangles, Foreigner, Bon Jovi, The Police, Echo & the Bunnymen, Питер Гэбриел и Кори Харт, а также отрывки из произведений Tangerine Dream, Джона Карпентера и Вангелиса. Некоторые песни были использованы в качестве элементов повествования, такие как песня The Clash «Should I Stay or Should I Go» в первом сезоне и песня Кейт Буш «Running Up That Hill» в четвёртом. Некоторые из этих лицензионных песен впоследствии снова попали в чарты продаж после выхода соответствующих сезонов, в частности «Running Up That Hill» и песня группы Metallica «Master of Puppets» из четвёртого сезона, и песня Лималя «The NeverEnding Story» из третьего.
Саундтреки, содержащие отдельно оригинальные композиции и лицензионную музыку для каждого сезона, были выпущены лейблом Lakeshore Records.

## Выход
Первый сезон состоял из восьми часовых эпизодов, которые вышли 15 июля 2016 года по всему миру на Netflix в Ultra HD 4K. Второй сезон, состоящий из девяти эпизодов, вышел 27 октября 2017 года в HDR. Третий сезон снова состоит из восьми эпизодов и вышел 4 июля 2019 года. Четвёртый сезон, состоящий из девяти эпизодов, вышел в двух частях 27 мая и 1 июля 2022 года соответственно. В феврале 2022 года Netflix продлил сериал на пятый и последний сезон. В ноябре 2024 года Netflix объявил, что премьера последнего сезона должна состояться в 2025 году.
После выхода четвёртого сезона зрители сообщили, что друзья Уилла не признали его день рождения в эпизоде сезона, который был в тот день. Дафферы заявили в интервью, что они могли бы исправить этот вопрос, изменив его месяц, который они назвали «ситуацией Джорджа Лукаса», со отсылкой на изменения канона, которые Джордж Лукас сделал в оригинальной трилогии «Звёздные войны», чтобы соответствовать тому, в который была добавлена трилогия приквелов. Некоторые зрители восприняли это, подразумевая, что сцены из предыдущих сезонов также изменялись, включая одну сцену, где Джонатан делает незаметные фотографии вечеринки у бассейна, которую проводят Стив, Нэнси и Барбара. Сценаристы заявили, что «никакая сцена из предыдущих сезонов никогда не была вырезана или изменена», включая эту сцену.

### Выход на видео
Первый сезон был выпущен 17 октября 2017 года в комплекте Blu-ray/DVD эксклюзивно для Target, и в таком же комплекте 4K/Blu-ray 15 ноября 2017 года, оба из которых включают в себя винтажную упаковку CBS-FOX, вдохновлённую VHS. Второй сезон получил аналогичный релиз 6 ноября 2018 года.

## Судебное разбирательство
В апреле 2018 года режиссёр Чарли Кесслер обратился в Верховный суд Лос-Анджелеса с иском против братьев Даффер, которых обвинил в плагиате. Кесслер утверждает, что они взяли идею для сериала «Очень странные дела» из его 6-минутной короткометражки «Монток» и использовали его же сценарий для полнометражного фильма под названием «Проект „Монток“». В короткометражке Кесслера, премьера которой состоялась в 2012 году, фигурирует пропавший мальчик, военная база, на которой проводятся эксперименты, и монстр из другого измерения. В иске Кесслер указывает, что встречался с Дафферами на кинофестивале Трайбека в 2014 году и передал им для ознакомления «сценарий, идеи и истории» для полнометражного фильма под названием «Проект „Монток“». Под этим же названием Дафферы предложили свой сериал каналу Netflix, утверждает Кесслер. Впоследствии действие сериала перенесли из Монтока в Индиану, а сериал получил название «Очень странные дела». Братья Даффер, в свою очередь, назвали иск «совершенно необоснованным», а их адвокат Алекс Конер отметил, что они никогда не встречались с Кесслером и не обсуждали с ним какие-либо проекты: «Это лишь попытка нажиться на креативности и работе других людей».

## Критика и отзывы
Сериал «Очень странные дела» вскоре после выхода заслужил высокие оценки телекритиков. На веб-агрегаторе Rotten Tomatoes первый сезон имеет рейтинг 97 %, основанный на 87 отзывах, со средней оценкой 8 из 10. Рецензенты сошлись во мнении, что «захватывающий, душераздирающий, местами пугающий, сериал „Очень странные дела“ действует словно вызывающая привыкание смесь из фильмов Спилберга и телехитов 1980-х годов». На сайте Metacritic первому сезону присвоен рейтинг 76 из 100 на основе 34 одобрительных отзывов.
Второй сезон на сайте Rotten Tomatoes заработал рейтинг 94 %, основанный на 146 рецензиях; средняя оценка составила 7,79 из 10. На сайте Metacritic второй сезон получил 78 баллов из 100 на основе 33 отзывов критиков.
Третий сезон на сайте Rotten Tomatoes заработал 90 % на основе 121 отзыва.
На сайте Metacritic третий сезон заработал 72 балла из 100 на основе 26 отзывов критиков.
В октябре 2019 года Netflix опубликовало список десяти самых просматриваемых на этом сервисе телесериалов и фильмов за 12 последних месяцев. Согласно этим данным, третий сезон «Очень странных дел» просмотрело 64 млн зрителей, более популярными оказались фильмы «Птичий короб» (80 млн зрителей) и «Загадочное убийство» (73 млн.).
Стивен Кинг и знаток кинематографических диковин и странностей Гильермо Дель Торо после просмотра сериала «Очень странные дела» не забыли порекомендовать проект своим поклонникам. «Чистый восторг. А+. Не пропустите. Вайнона Райдер великолепна», — написал Кинг.
Дель Торо, чьи работы также вдохновляли братьев Даффер, тоже положительно отозвался о сериале: «Хотелось бы выразить публичную благодарность братьям Даффер. Спасибо, что в „Очень странных делах“ есть отсылки к вашему покорному слуге. Очень мило!». Режиссёр добавил: «„Очень странные дела“ вмещают в себя многое: Кинга, Спилберга, 1980-е, меня, но, что самое главное, это хороший сериал!».
Успех сериала способствовал взрывному росту популярности основного актёрского состава. Гейтен Матараццо, Калеб Маклафлин и Милли Бобби Браун были приглашены на состоявшуюся 18 сентября 2016 года церемонию вручения премии «Эмми». Перед началом церемонии они выступили на сцене с песней Бруно Марса «Uptown Funk» и произвели фурор.

## Награды и номинации
Сериал был номинирован на премии «Золотой Глобус», BAFTA TV Award, Прайм-таймовую премию «Эмми»; получил такие награды как «Премию Гильдии киноактёров США 2017» в категории «Лучший актёрский состав в драматическом сериале», «Премию Гильдии продюсеров США» в категории «Премия им. Нормана Фелтона за продюсирование драматического сериала», MTV Movie & TV Awards 2017 в категориях «ТВ-шоу года» и «Лучший актёр или актриса на ТВ» (Милли Бобби Браун), премию «Сатурн 2017» в категориях «Лучшая роль молодого актёра или актрисы в телесериале» (Милли Бобби Браун) и «Лучшие сериалы из новых медиа», премию «Американского института киноискусства» в категории «Топ-10 ТВ-шоу года», и другие.

## Сопутствующие проекты
- 4 октября 2017 года, в ожидании выхода второго сезона сериала, Netflix и BonusXP выпустили бесплатную игру Stranger Things: The Game для Android и iOS. Это Zelda-подобная игра в пиксельном ретро-стиле, схожем со стилем игр на Super Nintendo Entertainment System, но с управлением, адаптированным для сенсорных экранов. В игре присутствуют знакомые локации и персонажи из первых двух сезонов, однако сюжет имеет значительные отличия. Хронологически события игры разворачиваются после первого сезона и до второго сезона сериала, но не являются частью канона, в основном пересказывая сюжет первого сезона. Игра получила положительные отзывы[138][139][140][141][142][143].
- 4 июля 2019 года свет увидело продолжение «Очень странные дела 3: Игра» — официальное дополнение к третьему сезону хитового оригинального сериала. Игроки могут объединяться в пары, чтобы исследовать мир Хоукинса, решать головоломки и сражаться со злом «изнанки» в качестве одного из двенадцати излюбленных персонажей сериала. Релиз на платформы PlayStation 4, Xbox One, Nintendo Switch, Mac OS и Windows состоялся в день премьеры третьего сезона. 30 августа игра стала доступна и для мобильных платформ в App Store и Google Play.
- В июне 2018 года Netflix объявила о планах Telltale Games выпустить эпизодическую приключенческую игру, основанную на сериале, в рамках более крупного партнёрства, в рамках которого другие серии Telltale будут транслироваться на Netflix в виде интерактивных фильмов. Однако проект был отменён после того, как Telltale уволила большинство своих сотрудников в сентябре 2018[144][145][146][147][148]. Как и планировалось, действие игры должны были происходить весной 1985 года, соединяя события второго и третьего сезонов. Telltale также заказала сопутствующую игру от студии Night School под названием Kids Next Door, которая должна была стать предшественницей их проекта, но она также была отменена в связи с закрытием Telltale[149]. Восстановленная Telltale не получила права на Stranger Things, и практически все другие проекты. По этой же причине, не возобновилась разработка Game of Thrones: Season 2[источник не указан 652 дня].
- «Очень странные дела: Первая тень[англ.]». В начале 2023 года лондонский театр «Феникс» объявил о планах поставить спектакль-приквел по сериалу под названием «Очень странные дела: Первая тень». В нём расскажут историю юности Генри Крила, действие будет развиваться в Хоукинсе в 1959 году. Автором сценария выступила Кейт Трефри, которая работала над оригинальным сериалом[150]. Премьера состоялась 14 декабря 2023 года в театре Феникс. Спектакль был номинирован на пять премий Оливье, выиграв две. В августе 2024 года было объявлено, что шоу перенесут на Бродвей весной 2025 года: спектакль вышел в свет 22 апреля 2025 года. 15 апреля 2025 года на Netflix был опубликован документальный фильм «За кулисами: Очень странные дела. Первая тень» о создании пьесы и её дебюте в Вест-Энде[151].
- В апреле 2023 года в СМИ появилась информация, что Netflix заказал мультсериал по вселенной «Очень странных дел». Исполнительными продюсерами станут Мэтт и Росс Дафферы, а Эрик Робс займёт место режиссёра[152].